# Axinella lifouensis
Axinella lifouensis är en svampdjursart som beskrevs av Claude Lévi 1983. Axinella lifouensis ingår i släktet Axinella och familjen Axinellidae.
Artens utbredningsområde är havet kring Nya Kaledonien. Inga underarter finns listade i Catalogue of Life.